# Bartolomeu Álvaro da Cunha Silveira de Bettencourt
Bartolomeu Álvaro da Cunha da Silveira de Bettencourt (Vila da Praia da Graciosa, 13 de fevereiro de 1818 — Vila da Praia da Graciosa, 2 de novembro de 1893), 2.º barão e 1.º e único visconde da Fonte do Mato, foi um rico terratenente da ilha Graciosa, Açores, que exerceu importantes funções na governança daquela ilha.

## Biografia
Foi filho de António da Cunha e Silveira Bettencourt, o 1.º barão da Fonte do Mato, herdou a fortuna familiar, o que fez dele um dos maiores proprietários da ilha Graciosa. Também herdou a tradição familiar de liderar a governança do hoje extinto concelho da Praia da Graciosa, e após a extinção deste no de Santa Cruz da Graciosa, do qual foi durante muitos anos administrador. Foi também um dos grandes caciques da política partidária na ilha, determinando a orientação de grande números de votos.
Foi fidalgo cavaleiro da Casa Real por alvará de 4 de junho de 1866, agraciado com o título de visconde da Fonte do Mato por decreto de 13 de novembro de 1873, do rei D. Luís I de Portugal, e confirmado por carta de 20 de agosto de 1876.
Casou em 1851 com sua prima Joaquina Leonor de Simas e Cunha, filha do coronel de milícias João Inácio de Simas e Cunha. Não teve geração.